# Athyrium pubicostatum
Athyrium pubicostatum är en majbräkenväxtart som beskrevs av Ren-Chang Ching och Z.Y.Liu. Athyrium pubicostatum ingår i släktet Athyrium och familjen Athyriaceae. Inga underarter finns listade.